# Војислав Д. Девић
Војислав Д. Девић (Нови Сад, 1952) српски је истраживач, теоретичар и практичар просторног планирања, урбанизма, архитектуре, заштите градитељског наслеђа, екологије, футурологије, картографије и геостратешких пројеката.

## Биографија и каријера
Дипломирао на урбанистичком смеру Архитектонског факултета у Београду 1977. године. Специјализовао урбанизам на Универзитету Париз VIII у Сен–Денију 1982/3. године.
Запослен од 1979. до 1994. у Заводу за урбанизам града Новог Сада, где је 1992–1994. био и члан Управног одбора. Члан Градске комисије Новог Сада за увид у урбанистичке планове 1990–1992 и 2001–2003. Запослен 2001–2002 у Извршном већу АП Војводине у Секретаријату за привреду, Сектору за урбанизам и грађевинарство. Од 2013. до 2016. члан је Савета за урбанизам, пословни простор и стамбена питања Скупштине Града Новог Сада.
Од 1992. је секретар Словенског института у Новом Саду; од 2005. саветник Географског института САНУ „Јован Цвијић“; од 2008. директор Стратег Пројекта, а од 2011. управитељ Фондације „Матица Мира“. Изабран у звање професора и академика на Међународној словенској академији наука, образовања и уметности у Москви 1995. године.
Заштитар је новосадских тргова, гробаља и цркава, као и заступник општег градитељског наслеђа Војводине и цивилизацијског наслеђа српског Подунавља
Учесник тридесетак стручних и научних симпозијума српског, југословенског, европског и светског нивоа са ауторским рефератима. Сарадник и аутор неколико десетина урбанистичких планова и пројеката. Аутор већег броја чланака објављених у стручној и дневној штампи.
Члан је Друштва архитеката Новог Сада, Удружења примењених уметника и дизајнера Војводине, Удружења урбаниста Србије, Словенског института у Новом Саду, Европског института за истраживање древних Словена у Лондону и Међународне словенске академије наука, образовања, културе и уметности у Москви.

## Филозофске идеје и мировни пројекти
Борац за екологију и творац идеја биополиса — модела здравог, хармоничног и пожељног града, олимпијаполиса — уравнотеженог града ненасилног мира, мудраполиса — заветног града печата са толеришућим баријерама, стратегије преживљавања градова у XXI веку, Фрушке горе као треће Свете горе и аскетополиса — стратегије самоограничавања града.
Аутор је идејних миротворних пројеката Екуменских конака крај светилишта Марија Снежна на Текијама; Србалбанополиса, града помирења између Срба и Албанаца; Срб–Бош–Хрт палате помирења православних Срба, исламских Бошњака и римокатоличких Хрвата у Сарајеву; Јапан полиса на средњем Подунављу; Ценпантранса — Центра за панхармонично преображење човека и света (највећег пројекта који је Србија излагала на Светској изложби ЕКСПО 2010 у Шангају у павиљону Србије а видело га је преко 3,5 милиона посетилаца); Паневропског дунавског миротворијума; Бео–Бер–Мос, Београд–Берлин–Москва, града помирења Немаца и Руса на српском Подунављу; Евро–азијског центра на српском Подунављу; Праг, град помирења великих сила; „Нови Сад – Нови Мир – Ново Добро“ и других.

## Ауторске књиге
- Пројекти толеранције — мондијализам, екуменизам и православље, 1996 (тројезична).
- Прикривено име и непознати урбанолошки родопис Новог Сада, 1997.
- Може ли земљотрес угрозити сигурност Новог Сада?, 1998.
- Етичко–еколошка посланица колегама архитектама и урбанистима III миленијума, 1999 (петојезична) – награђена на Урбанистичком салону у Нишу исте године.
- Град помирења XXI века Србалбанополис —, 2002 (четворојезична).
- Идејни концепт храма свехришћанског сусретања и помирења Св. Јован Крститељ, 2003. (двојезична)
- Нови креативни простори Војводине  — Преглед напуштених и недовољно искоришћених објеката у АП Војводини са анализом и проценом могућности њихове трансформације у објекте културе, 2014.
- Нови креативни простори Војводине као потенцијал развоја локалних заједница, 2015.
- Нови креативни простори — Домови културе за 21. век.

## Самосталне изложбе
- „Пројекти толеранције за III миленијум“, Галерија САНУ, Нови Сад (2000);
- „Храм свехришћанског сусретања и помирења“, Галерија Војвођанске банке, Нови Сад (2005);
- „Инфо карте добара Новог Сада, Сремских Карловаца, Свете Фрушке горе и Војводине“, Галерија „Форма“, Нови Сад (2006);
- „Инфо карте добара Војводине и Србије“, Дому културе, Будакалас, Мађарска (2008);
- Видео филм „Ценпантранс“, Павиљон Србије, вип салон, Светска изложба ЕКСПО 2010, Шангај, Кина (2010);
- Мултимедијална миротворна изложба „Ценпантранс“, Извршно веће АП Војводине, свечани хол, Нови Сад (2012);
- Мултимедијална изложба „Центар за свехришћанско сусретање и помирење“, Галерија „Мост“, Завод за културу Војводине (2013);
- „Антиапокалиптични пројекти — made in Serbia“, Кућа Ђуре Јакшића, Београд (2015);
- „Подунавски креативни пројекти“, Галерија „ИТД“, Петроварадинска тврђава (2015);
- Самостална ауторска картографска изложба, Галерија „Форма“, УПИДИВ, Нови Сад (2016)
- „Презентација диференција специфика културних, религиозних и миротворних вредности АП Војводине“, Галерија „Мост“, Завод за културу Војводине, Нови Сад, 2016.

Учесник је и на више десетина колективних изложби.